# Lorenzo Burghardt
Lorenzo Burghardt er en tysk stumfilm fra 1918 af William Wauer.

## Medvirkende
- Albert Bassermann
- Elsa Bassermann
- Emilie Croll
- Käthe Haack
- Paul Rehkopf